# Rejon zielenogradski
Rejon zielenogradski (ros. Зеленоградский район) – jednostka podziału administracyjnego wchodząca w skład rosyjskiego obwodu królewieckiego.
Rejon leży w zachodniej części obwodu, na Półwyspie Sambijskim, a jego ośrodkiem administracyjnym jest miasto Zielenogradsk.